# 전주 황강서원
황강서원(黃岡書院)은 대한민국 전주시에 위치한 서원이다. 본래 전주 곤지산 아래에 있었는데, 고종 5년(1868)의 서원철폐령에 따라 헐렸던 것을, 광무 2년(1898)에 현 위치로 옮겨 다시 세운 것이다. 1984년 4월 1일 전라북도의 문화재자료 제12호로 지정되었다.

## 개요
이 서원은 고려 공민왕 때 유명한 학자인 이문정(李文挺)의 위패를 모시고 제사 지내는 곳으로, <황강>은 이문정의 호이다. 이문정은 관직에서 물러나 효자동에 있는 문학대에서 성리학을 가르치며 많은 제자와 인재를 길러냈다. 이 서원은 이문정 외에 조선시대 유학자인 이백유(李伯由)․이경동(李瓊仝)․이목(李穆)․이덕린(李德隣)․유인홍(柳仁洪)․강해우(姜海遇) 등의 위패를 함께 모시고 있다. 이 서원은 본래 전주 곤지산 아래에 있었는데, 고종 5년(1868)의 서원철폐령에 따라 헐렸던 것을, 광무 2년(1898)에 현 위치로 옮겨 다시 세운 것이다.

## 참고 자료
- 황강서원 - 국가유산청 국가유산포털